# 太陽のない街
『太陽のない街』（たいようのないまち）は、徳永直による1929年の日本の小説。またそれを原作とした派生作品。
1930年に藤田満雄、小野宮吉脚色、村山知義演出で舞台化。1954年6月には日高澄子主演で、山本薩夫監督によって映画化された。

## 小説の概要
1929年6月号から雑誌『戦旗』に連載された。作者の徳永が経験した1926年の東京市小石川区にある共同印刷（作中では「大同印刷」となっている）のストライキ、いわゆる「共同印刷争議」を題材とした作品である。舞台は白山御殿町など、印刷工場の周囲に立地した「不良住宅地区」と呼ばれた貧民居住地で、台地と台地の間の水田や湿地が埋め立てられ、貧民居住地が形成されていく様子が示されている。

## あらすじ
多くの印刷製本の工場が集まる東京市小石川区で始まった大同印刷の労働争議は、50日が経過したが未だ解決の兆しが見えない状況だった。争議団は官憲からの厳しい追及と、会社に雇われたやくざ者によるスト潰しの妨害を受けていた。
争議団幹部の萩村は、争議継続のため奔走していた。その萩村の元に婦人部員の春木高枝が相談に訪れる。勝気な性格で婦人部員の中心的存在の高枝は、妹の加代や婦人部長の大宅らと共に警察に拘束され、2日間の拘置から釈放された。しかし帰宅した白山町の長屋には、病身の父も妹の姿もなかった。妹の加代は大川社長への傷害未遂で逮捕された、萩村の部下宮池の子を宿していた。二人は萩村の仲間の弁護士に、警察との交渉を依頼した。その帰りに立ち寄ったカフェーで、二人はやくざ者数人の襲撃を受ける。かろうじて二人は逃がれたものの、萩村は頭部に深い傷を負った。
萩村が高枝の看護を受け寝込んでいた間に、王子製紙工場で起こった争議団と官憲の衝突で二百余名が拘束された。大川社長は臨時工とスト破りを使って操業を再開し、争議団員に全員解雇を通告した。加代は歳暮近くに、疲弊した姿で帰宅した。傷が癒えた萩村は半月ぶりに、争議団の仲間のまえに顔を出した。しかし萩村は団結のほころびを目にして、争議継続の困難を感じるのだった。

## 主要登場人物
- 春木高枝　争議団婦人部員
- 春木加代　高枝の妹
- 春木姉妹の父親　元大同印刷職工
- 大宅のぶ子　争議団婦人部長
- 萩村　争議団特務班長
- 宮池三郎　争議団特務班員
- 大川　大同印刷社長

## 評価
本作はストライキの実態や、労働者側が敗北に追いこまれるという労働者の闘いをリアルに描いたことから、発表直後から文壇でも評判になり蔵原惟人や川端康成が賞賛、連載完結を待たずに1929年12月に戦旗社から単行本が刊行された。徳永はこの作品で一躍プロレタリア文学の新進作家として認められ、『中央公論』などの総合雑誌にも作品を発表し専業作家への道を進むことになった。
今日でも表現の斬新さ、争議を扱った長編としての目新しさが注目される反面、虚構性や人物像の形象などで成功していないとの指摘もある。

## 絶版をめぐって
戦時体制が厳しくなってきた1937年12月、徳永はこの小説の絶版を表明する。その翌日、中野重治・宮本百合子たちが執筆禁止になったことを見ると、この絶版声明が徳永を執筆禁止から逃れさせたと浦西和彦は指摘している。戦後この絶版声明は撤回された。
1950年、岩波文庫に収録の際に作者による「解説」が付され、当時の状況が回想された。

## 翻訳と海外への紹介
1930年にドイツ語版、1932年ロシア語版、1940年にチェコ語版、1954年にルーマニア語版が出版されている。ミシガン大学のヘザー・ボゥエン＝ストライク教授らも「The Sunless Street」として研究している。

## 主な書籍
収録書籍
- 太陽のない街 (日本プロレタリア作家叢書・第4編) 戦旗社、1929年 / 復刻1971年（日本近代文学館）
- 太陽のない街　新日本文学会、1946年
- 民主主義文学選集 第1巻 改造社、1948年
- 太陽のない街 (岩波文庫) 岩波書店、1950年 / 改版2018年 ISBN 978-4-00-310791-1
- 太陽のない街・妻よねむれ（現代日本名作選）筑摩書房、1952年
- 太陽のない街（新潮文庫）新潮社、1953年
- 太陽のない街（角川文庫）角川書店、1953年
- 昭和文学全集 第6 (小林多喜二・中野重治・徳永直集) 角川書店、1953年
- 現代日本小説大系 第43巻 河出書房、1955年
- 日本文学全集 第36 (小林多喜二・徳永直集) 新潮社、1961年
- 太陽のない街（世界革命文学選）新日本出版社、1962年
- 現代文学大系 第37 (葉山嘉樹・小林多喜二・徳永直集) 筑摩書房、1966年
- 日本文学全集 第43 (小林多喜二・徳永直集) 集英社、1967年
- 日本の文学 第39 (葉山嘉樹・小林多喜二・徳永直) 中央公論社、1970年
- 太陽のない街（新日本文庫）　新日本出版社、1974年
- 筑摩現代文学大系38（小林多喜二・黒島伝治・徳永直集）筑摩書房、1978年
- 太陽のない街 主婦の友社、2008年 ISBN 978-4-07-264302-0
- 徳永直文学選集　熊本出版文化会館、2008年、ISBN 978-4-915796-69-2

関連文献
- 徳永直「『太陽のない街』のころ--弾圧の近代化」『世界春秋』（世界出版社、1949年12月）
- 日本共産党東京都中部地区氷川下細胞「"太陽のない街"の伝統の旗」『前衛』1955年8月）
- 浦西和彦「徳永直『太陽のない街』発表年月・共同印刷争議・設定年月・絶版について」『国文学』（関西大学国文学会、1973年12月）
- 国岡彬一「『太陽のない街』--文体と労働者作家 (プロレタリア文学<特集>)」『日本文学』（日本文学協会編、1976年6月）
- 小田実「小説世界のなかで-6-『人びと(デモス)』を描くということ--徳永直『太陽のない街』」『文芸』（河出書房新社）1978年10月）
- 海野弘「日本の一九二〇年代--都市と文学-10-徳永直『太陽のない街』」『海』（中央公論社）1982年10月）
- 岩渕剛「徳永直--『太陽のない街』とその周辺」『國文學 解釈と教材の研究』（學燈社）2009年1月）

## 舞台

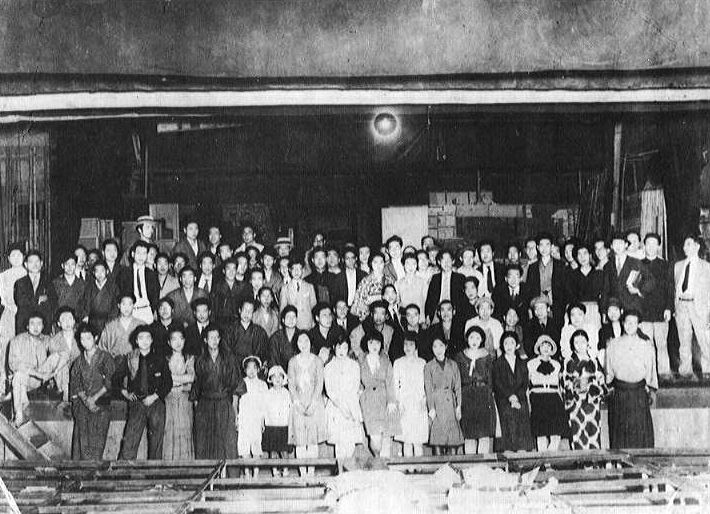
1931年6月12日に福岡市大博劇場で行われた東京左翼劇場の「太陽のない街」公演。佐々木孝丸、島公靖、杉本良吉、原泉、山本安英ら。

- 1930年2月、左翼劇場第14回公演として、藤田満雄、小野宮吉脚色、村山知義演出、築地小劇場で初演[3]
- 同年3月、再演。左翼劇場第15回公演として、築地小劇場で、滝沢修、山本安英、三島雅夫、小沢栄太郎、細川ちか子、高橋豊子、丸山定夫、原泉らの出演で上演。
- 1931年6月、福岡市大博劇場で左翼劇場公演[4]。
- 1946年、新協劇団41回公演として、有楽座で上演。
- 1970年11月、村山知義脚色、東京芸術座第28回公演で上演。

関連文献
- 正木喜勝「東京左翼劇場の理論と実践−『全線』と『太陽のない街』の上演分析−」『演劇学論叢』5号（2002年12月）

## 映画

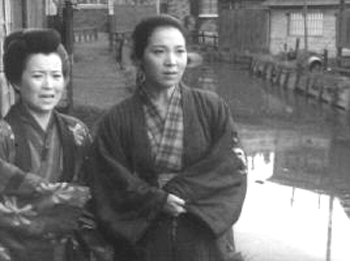
映画の一場面。右が日高澄子、左が桂通子

- 1954年6月24日公開。新星映画製作、独立映画配給。
- チェコスロバキア国際映画祭名誉賞受賞作品。

### スタッフ
- 製作：嵯峨善兵
- 監督：山本薩夫
- 脚色：立野三郎（クレジット上は脚本）
- 撮影：前田実
- 照明：吉沢欣三
- 録音：岡崎三千雄
- 美術：久保一雄
- 音楽：飯田信夫
- 編集：河野秋和
- 製作進行：三木浩
- 監督助手：中村純一、橘祐典、酒井修
- 現像：電通映画社

### キャスト
- 春木高枝：日高澄子
- 萩村：二本柳寛
- 春木加代：桂通子（新人）
- 宮地：原保美
- おきみ：岸旗江
- 父：薄田研二
- 房ちゃん：小田切みき（日活）
- 黒岩：多々良純
- 松太郎の婆：北林谷栄
- 国尾社長：東野英治郎
- 赤木蘭子
- おきみの父：宮口精二
- 原泉
- 高木：永田靖
- 中井：信欣三
- 演説する青年：高原駿雄
- 石塚：加藤嘉
- 井上源一：殿山泰司
- 眼鏡の男：神田隆
- 警視庁特高課長：安部徹
- 大川社長：清水将夫
- 古屋専務：三島雅夫
- 澄ちゃん：徳永街子
- 守山：玉川伊佐男
- 組の男：花沢徳衛
- 田中敬子
- 深見泰三
- 島田屯
- 特高刑事：清水元
- 特高刑事：西村晃
- 中村栄二
- 織田政雄
- 小峰千代子
- 石島房太郎
- 清村耕二
- 戸田春子
- 春日俊二
- 田中筆子
- 織本順吉
- 原ひさ子
- 小栗一也
- 三田国夫
- 今村源兵
- 浜村純
- 望月伸光
- 和沢昌治
- 関京子
- 林孝一
- 大友純
- 山田（大川の秘書）：野々村湨（*野々村潔）
- 議長（団交集会）：寄山進（*寄山弘）
- 倉田地三
- 垂水悟郎
- 浮田佐武郎
- 後藤陽吉
- 重役：嵯峨善兵（*ノンクレジット）
- 人形製作・出演：人形劇団プーク